# サムーン郡
座標: 北緯18度50分53秒 東経98度43分57秒 / 北緯18.84806度 東経98.73250度
サムーン郡（サムーンぐん）はタイ北部・チエンマイ県の郡（アムプー）である。

## 名称
サムーンとはサームムーンという言葉がなまったものと言われている。サームムーンとはタイ・ルー語で「三つの町」を意味する。また、カレン語の「明るい光」を意味する言葉から来たという説を唱える人もいる。

## 歴史
郡は1902年に分郡（キンアムプー）としてスタートし、1908年に郡（アムプー）へ昇格した。しかし1938年、郡は降格され分郡となった。。その後1958年に再び昇格し郡となった。

## 地理
郡はカーン川の形成した盆地に広がり、東西と北を山で囲まれている。郡内の主要な川はサープ川、カーン川、サムーン川である。郡内にはドーイ・ステープ＝プイ国立公園およびクンカーン国立公園の一部がある。
交通は国道1096号線、1269号線が東に延びておりそれぞれ、メーリム方面、サンパートーン方面と通じる。

## 経済
郡の主要な産業は農業である。主な農業生産品は、イチゴ、ニンニク、野菜類である。

## 行政区分
郡は5のタムボンに分かれ、さらにその下位に45の村（ムーバーン）自治体（テーサバーン）があり以下のようになっている。
- テーサバーンタムボン・サムーンタイ・・・タムボン・サムーンタイの一部

また郡内には4のタムボン行政体（オンカーンボーリハーンスワンタムボン）がある。
1. タムボン・サムーンタイ・・・ตำบลสะเมิงใต้
2. タムボン・サムーンヌア・・・ตำบลสะเมิงเหนือ
3. タムボン・メーサープ・・・ตำบลแม่สาบ
4. タムボン・ボーケーオ・・・ตำบลบ่อแก้ว
5. タムボン・ヤンムーン・・・ตำบลยั้งเมิน